# Erwin Woźniak
Erwin Woźniak (ur. 8 września 1936 w Bestwinie) – polski nauczyciel, historyk, pisarz i regionalista. Absolwent Uniwersytetu Jagiellońskiego, autor licznych artykułów i książek. Działacz Związku Nauczycielstwa Polskiego i Ligi Ochrony Przyrody. Do maja 2016 roku pełnił funkcję kustosza Izby Regionalnej i przewodniczącego Towarzystwa Przyjaciół Czechowic-Dziedzic. Odznaczony Złotą Odznaką Zasłużonemu w Rozwoju Województwa Katowickiego, Złotą Odznaką Zasłużonemu w Rozwoju Województwa Bielskiego, Nagrodą Starosty Bielskiego im. ks. Józefa Londzina

## Publikacje
- E. Woźniak, W kręgu znanych dziedzickich rodów Machaliców, Stryczków, Janików, Kielochów, 1993.
- J. Wrzoł, E. Woźniak, Ród Wrzołów z Zabrzega, 1994.
- H. Plucińska, E. Woźniak, Podania i legendy Czechowic-Dziedzic, 1995, 2001.
- W. Koutny, W. Pająk, E. Woźniak 35-lecie Towarzystwa Przyjaciół Czechowic-Dziedzic. 25-lecie Izby Regionalnej, 1995.
- E. Woźniak, Ks. Antoni Janusz, 1995.
- S. Gajdzica, W. Koutny, E. Woźniak Pamiętnik Legionisty. Czyn legionowy mieszkańców Czechowic-Dziedzic i sąsiednich miejscowości Śląska Cieszyńskiego, 1997.
- E. Woźniak Amatorski ruch teatralny w Czechowicach-Dziedzicach w pierwszej połowie XX wieku, 1999.
- J. Wrzoł, W. Tyc, E. Woźniak, Śpiewaj razem z nami, 2000.
- W. Koutny, W. Pająk, E. Woźniak, 40-lecie Towarzystwa Przyjaciół Czechowic-Dziedzic. 30-lecie Izby Regionalnej, 2000.
- J. Wrzoł, W. Tyc, E. Woźniak, 100 lat kaplicy pw. Narodzenia Najświętszej Maryi Panny w Zabrzegu 1903-2003, 2003.
- E. Woźniak, 70-lecie koła pszczelarzy w Czechowicach-Dziedzicach, 2003.
- B. Pająk, S. Jachnik, Z. Barzyk, M. Cygoń, Z. Zborek, A. Dudzik, E. Woźniak, Z dziejów oświaty Czechowic-Dziedzic, 2007.
- B. Pająk, E. Woźniak, 50-lecie zorganizowanego ruchu regionalnego w Czechowicach-Dziedzicach, 2008.
- Z. Barzyk, A. Dudzik, M. Krawet, B. Pająk, E. Woźniak, E. Czader, W. Koutny, K. Michalik, C. Matusiak, M. Czorny, Czechowice-Dziedzice. Przewodnik po mieście i sołectwach, 2009.

### Artykuły
- 1991 „Dziedzicka stacja graniczna”
- 1997 „Na goczałkowickim moście - 29 czerwca 1922 roku”
- 2002 „Glonek chleba”
- 2000 „Koło Polskiego Towarzystwa Tatrzańskiego w Dziedzicach”
- „1998 - Rok Mickiewiczowski”
- „Wigilia i Boże Narodzenie na Śląsku Cieszyńskim”
- „Rola Czechowic-Dziedzic w I Powstaniu Śląskim"